# Branchiopodes
Branchiopoda
Ne doit pas être confondu avec Brachiopoda.
Classe
Classification phylogénétique
- Protostomia
  - Chaetognatha
  - Lophotrochozoa
  - Ecdysozoa
    - Scalidophora
      - Priapulida
      - Loricifera
      - Kinorhyncha

    - Nematoida
      - Nematoda
      - Nematomorpha

    - Panarthropoda
      - Onychophora
      - Tardigrada
      - Arthropoda

Les Branchiopodes (Branchiopoda) sont une classe de crustacés.

Ce sont des animaux vivant en eau douce ou dans des milieux à salinité variable. Certains sont adaptés aux milieux temporaires et présentent des formes de résistance à l'état d'œufs enkistés. La plupart sont benthiques, mais il existe des espèces pélagiques qui nagent à l'aide de leurs antennes.
Certaines espèces de ce groupe sont célèbres chez les biologistes et les aquariophiles, notamment les Triops ou l'artémie.

## Description
Les membres du Branchiopoda sont unifiés par la présence de branchies sur de nombreux appendices des animaux, y compris certains des mécanismes buccaux. C'est également responsable du nom du groupe (de la grec ancien : βράγχια, branchies, semblable à βρόγχος, trachée; grec moderne : πούς, pied). Ils possèdent généralement des œil composés et un carapace, qui peut être une coquille de deux valves enveloppant le tronc (comme dans la plupart des Cladocera), large et peu profonde (comme dans les Notostraca), ou totalement absent (comme dans les Anostraca). Dans les groupes où la carapace empêche l'utilisation des membres du tronc pour la natation (Cladocera et clam shrimp), les antennes sont utilisées pour le déplacement, comme c'est le cas chez le nauplius. Les mâles des crevettes fées ont une paire d'antennes agrandies avec lesquelles ils saisissent la femelle pendant l'accouplement, tandis que chez les Notostraca qui se nourrissent au fond, les antennes sont réduites à des vestiges. Les membres du tronc battent selon un rythme métachrone, provoquant un flux d'eau le long de la ligne médiane de l'animal, dont il tire de l'oxygène, de la nourriture et, dans le cas des Anostraca et des Notostraca, du mouvement.

## Liste des ordres
Selon World Register of Marine Species (10 novembre 2015) :
- sous-classe Phyllopoda Preuss, 1951
  - ordre Diplostraca Gerstaecker, 1866
  - ordre Notostraca G. O. Sars, 1867
- sous-classe Sarsostraca Tasch, 1969
  - ordre Anostraca Sars, 1867 -- anostracés 275 espèces (artémies...)

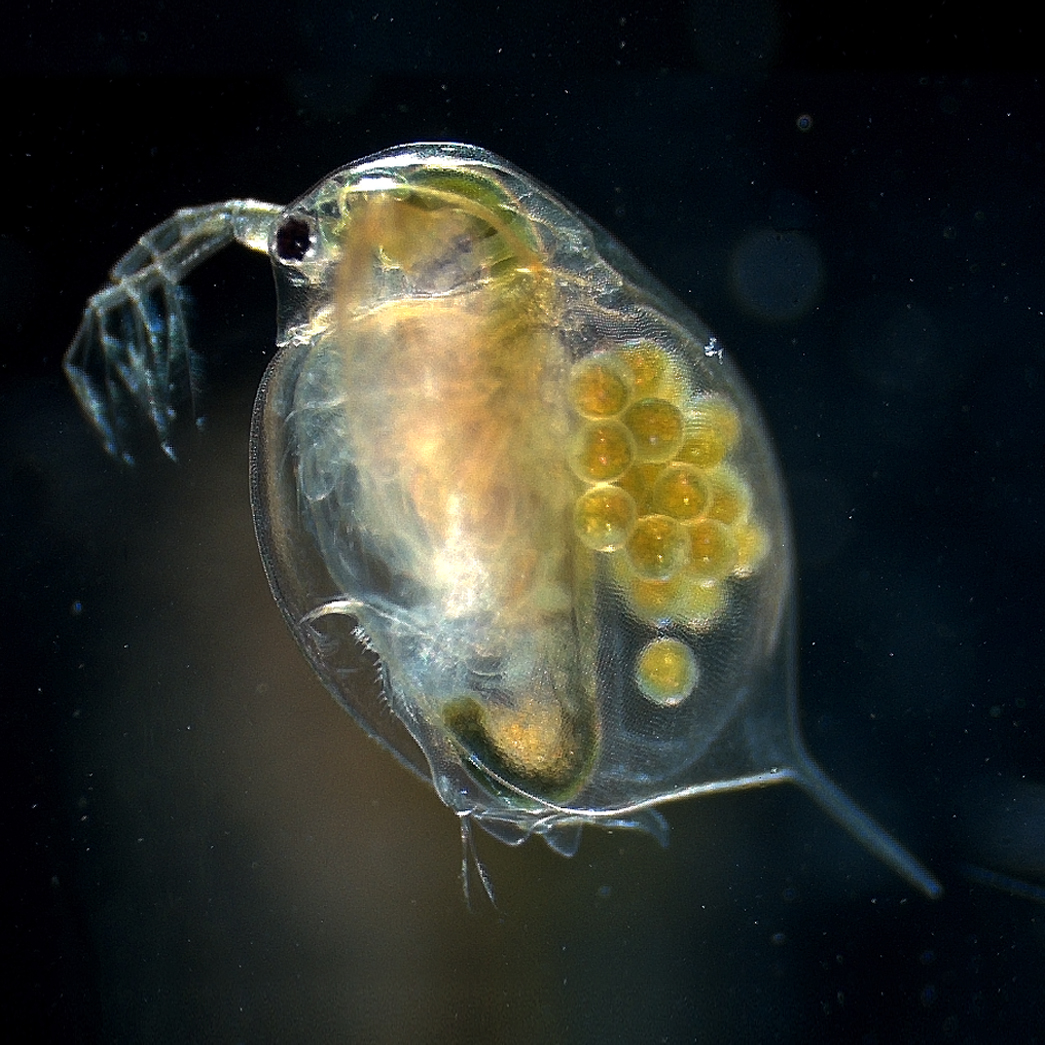
Daphnia magna, un Diplostraca
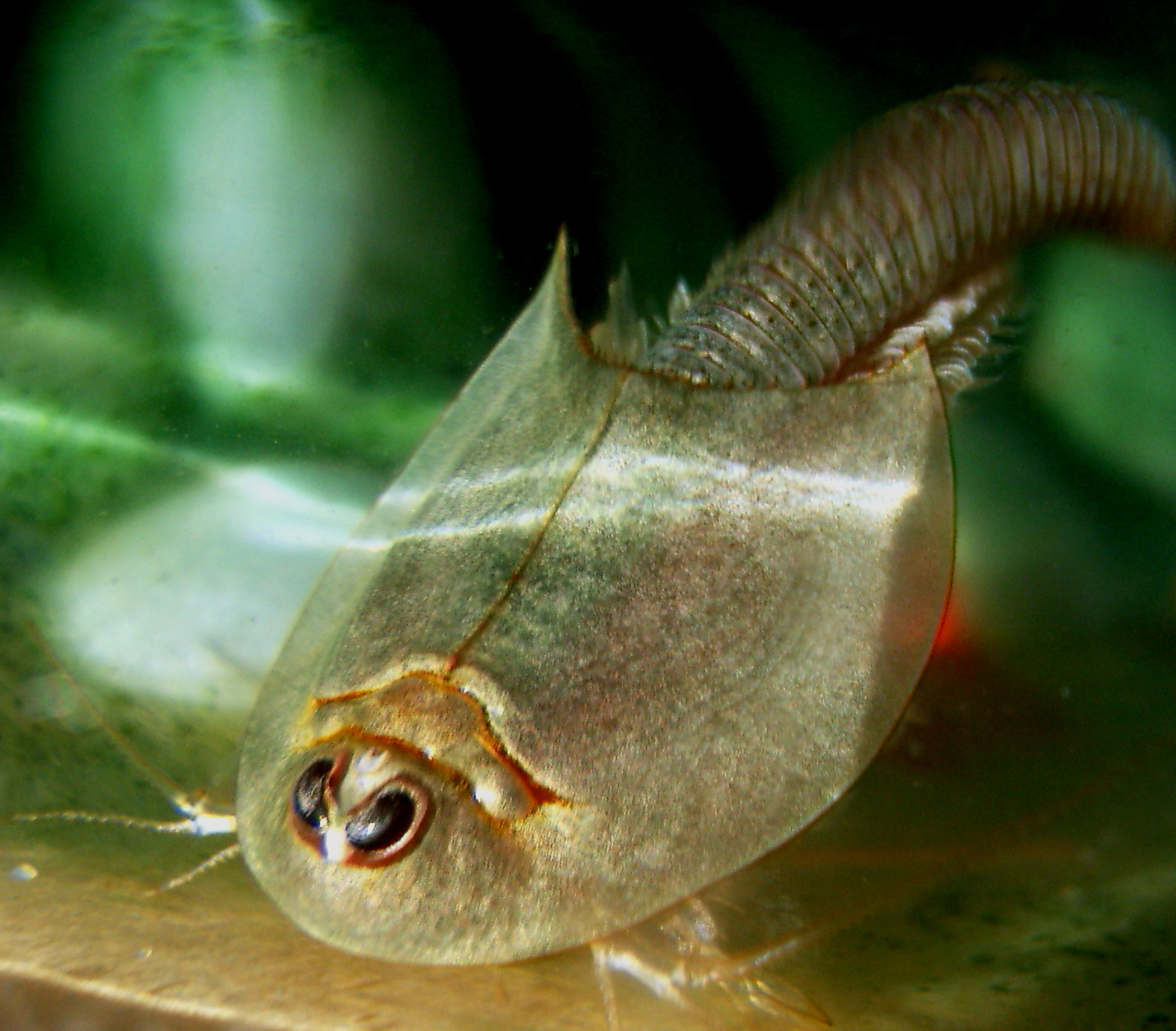
Triops longicaudatus, un Notostraca
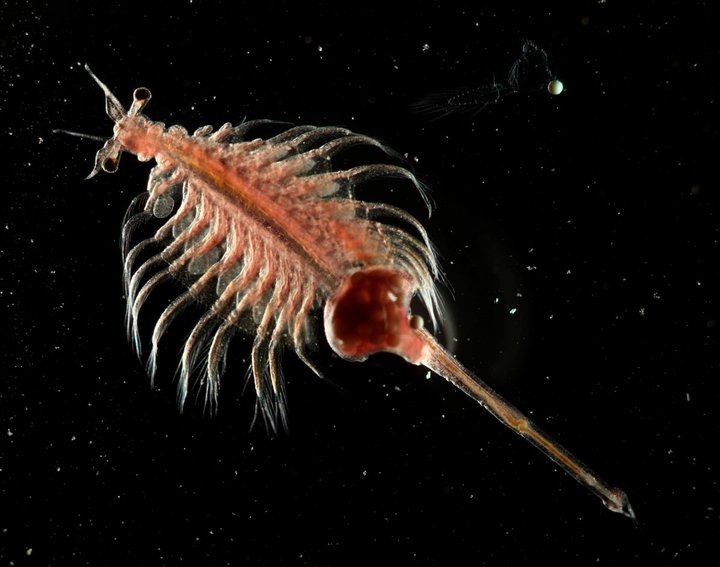
Artemia parthenogenetica, un Anostraca

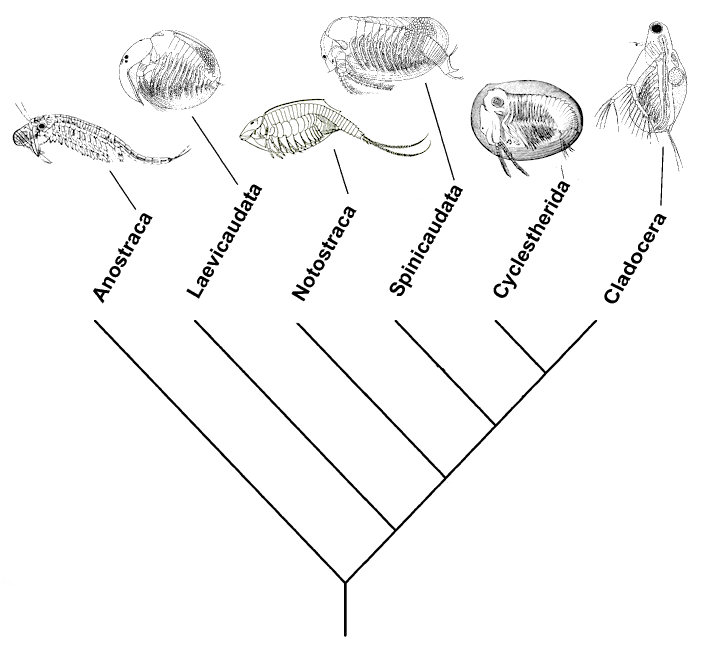
Phylogénie putative des branchiopodes datant de 2012.